# Amchitka (album)
Albums de Joni Mitchell
Shine
(2007)
Albums de Phil Ochs
Cross My Heart: An Introduction to Phil Ochs
(2004) On My Way
(2010)
Albums de James Taylor
Covers
(2008) Live at the Troubadour
(2010)
Amchitka: The 1970 Concert That Launched Greenpeace est un album sorti en 2009.
Il retrace le concert de charité organisé par le fondateur de Greenpeace Irving Stowe au bénéfice de la lutte contre les essais nucléaires américains sur l'île d'Amchitka, en Alaska. Ce concert s'est déroulé le 16 octobre 1970 au Pacific Coliseum de Vancouver, sur la scène duquel se succèdent Phil Ochs, James Taylor, Joni Mitchell et Chilliwack. Ce dernier ne figure pas sur l'album.

## Titres

### Disque 1
1. Introduction of Irving Stowe – 1:38
2. Introduction of Phil Ochs – 0:11
3. The Bells (Poe, Ochs) – 3:09
4. Rhythms of Revolution (Ochs) – 4:25
5. Chords of Fame (Ochs) – 2:47
6. I Ain't Marching Anymore (Ochs) – 3:01
7. Joe Hill (Ochs) – 7:10
8. Changes (Ochs) – 3:36
9. I'm Gonna Say It Now (Ochs) – 2:57
10. No More Songs (Ochs) – 3:49
11. Introduction of James Taylor – 0:32
12. Something in the Way She Moves (Taylor) – 3:09
13. Fire and Rain (Taylor) – 3:52
14. Carolina in My Mind (Taylor) – 4:39
15. Blossom (Taylor) – 2:30
16. Riding on a Railroad (Taylor) – 3:04
17. Sweet Baby James (Taylor) – 3:27
18. You Can Close Your Eyes (Taylor) – 2:31

### Disque 2
1. Introduction of Joni Mitchell – 0:17
2. Big Yellow Taxi / Bony Maroney (Mitchell / Williams) – 4:00
3. Cactus Tree (Mitchell) – 4:28
4. The Gallery (Mitchell) – 4:26
5. Hunter (Mitchell) – 2:36
6. My Old Man (Mitchell) – 4:29
7. For Free (Mitchell) – 5:08
8. Woodstock (Mitchell) – 5:16
9. Carey / Mr. Tambourine Man (Mitchell / Dylan) – 10:13 (avec James Taylor)
10. A Case of You (Mitchell) – 4:44
11. The Circle Game (Mitchell) – 2:38 (avec James Taylor)